# جيمس هاربر (لاعب هوكي الحقل)
جيمس هاربر (بالإنجليزية: James Harper-Orr)‏ (و. 1878 – 1956 م) هو لاعب هوكي الحقل، ولاعب كريكت بريطاني، شارك في الألعاب الأولمبية الصيفية 1908، توفي عن عمر يناهز 78 عاماً.

## روابط خارجية
- جيمس هاربر على موقع أوليمبيديا (الإنجليزية)